# Eptatretus eos
Eptatretus eos är en ryggsträngsdjursart som beskrevs av Bo Fernholm 1991. Eptatretus eos ingår i släktet Eptatretus och familjen pirålar. IUCN kategoriserar arten globalt som otillräckligt studerad. Inga underarter finns listade i Catalogue of Life.